# Miami Toros
O Miami Toros foi um time americano de futebol profissional da North American Soccer League de 1972 a 1976.

## História
O clube foi fundado em 1967 como Washington Darts e se mudou para Miami, onde jogou a temporada de 1972 na Divisão Sul da NASL como Miami Gatos. Em 1973, o clube passou a se chamar Miami Toros. O campo onde jogavam era, às vezes, o Miami Orange Bowl, o Tamiami Field e o North Campus Stadium do Miami Dade College .
Após a temporada de 1976, a equipe mudou-se para Fort Lauderdale e ficou conhecida como Fort Lauderdale Strikers. Mais tarde, mudou-se para Minnesota e ficou conhecida como Minnesota Strikers .
Entre os jogadores de destaque estão o MVP da NASL de 1973 Warren Archibald e Steve DavidMVP de 1975, ambos de Point Fortin, a menor cidade de Trinidad e Tobago .
A partir de 1975, os Toros tiveram uma rivalidade com os Tampa Bay Rowdies, que ficaram ainda mais ferozes depois que os Toros se mudaram para Fort. Lauderdale e se tornaram os Strikers.